# KkStB 29 sorozat
A kkStB 29 sorozat egy személyvonati szertartályosgőzmozdony-sorozat volt a Császári és Királyi Osztrák Államvasutaknál (k.k. österreichise Staatsbahnen, kkStB).

## Kifejlesztése
A telített gőzű kkStB 229 sorozattal párhuzamosan 1912-ben 36 db túlhevítős mozdonyt építettek az Első Cseh-Morva Gépgyárban és a Floridsdorfi Mozdonygyárban, melyek a 29 sorozatot képezték. A túlhevítő súlytöbblete miatt csökkenteni kellett a 229 sorozathoz képest a víztartály méretét és a gőzdómot hátrább kellett helyezni. Mivel a túlhevítős mozdony gőzfogyasztása kisebb volt, a kisebb víztartály hatása nem volt jelentős. Valamennyi mozdony könnyű Rihosek-kamrás („gólyafészkes”) lemezkéményt kapott „Rihosek-orrlyukakkal” a jobb füstelvezetés miatt. A megváltozott méretek összességében kedvezőtlenül hatottak a kazán gőzfejlesztő képességére, így inkább a telítettgőzű 229-esekre volt igény.

## Az I. világháború után
Az első világháború után egy mozdony a Jugoszláv Államvasutakhoz (Jugoslovenske državne železnice, JDŽ) került JDŽ 116-017 pályaszámmal, kilenc a Lengyel Államvasutakhoz PKP OKl11 sorozatként. A megmaradt 26 db az Osztrák Szövetségi Vasutakhoz (Österreichischen Bundesbahnen, ÖBB) került.
Az 1938-as Anschluss után az osztrák mozdonyok a Német Birodalmi Vasúthoz (Deutschen Reichsbahn , DRB) kerültek 75.8 sorozatként. A második világháború alatt jöttek ehhez a lengyel és a jugoszláv mozdonyok szintén a 75.8 sorozatba.

## A II. világháborút követően
1945 után még 16 db mozdony került az ÖBB tulajdonába ÖBB 175 sorozatként, öt a PKP állományába, hét a JDŽ-hez és egy 354.0505 pályaszámmal a Csehszlovák Államvasutakhoz (ČSD).
Az ÖBB az utolsó mozdonyt a sorozatból 1962-ben selejtezte.

## (Megőrzött mozdonyok a sorozatból
Az ÖBB 155.817 (ex  kkStB 29.22) mozdonyt, mint fajtájának utolsó darabját a Strasshofi Vasútmúzeumban őrzik.

## Egyebek
Meg kell még jegyezni, hogy a 29 sorozatba 1912-ig 15 db Kronprinz Rudolfsbahn (KRB) eredetű mozdony tartozott. Ezeket a gépeket 1912-ben átsorolták a 929 sorozatba.
A mozdonyokból néhány darab a második világháború után pár évig kölcsönmozdonyként üzemelt a GYSEV és a MÁV vonalain, csökkentve ezzel a súlyos mozdonyhiányt, amelyet a visszavonuló német csapatok a magyar mozdonyállomány szinte teljes megsemmisítésével okoztak.

## Fordítás
- Ez a szócikk részben vagy egészben  a   kkStB 29 című német Wikipédia-szócikk fordításán alapul.  Az eredeti cikk szerkesztőit annak laptörténete sorolja fel. Ez a jelzés csupán a megfogalmazás eredetét és a szerzői jogokat jelzi, nem szolgál a cikkben szereplő információk forrásmegjelöléseként.